# Émetteur de Croydon
L'émetteur de Croydon (également connu sous le nom de Tour NTL) est un équipement de radiodiffusion et télécommunication situé au lieu-dit Upper Norwood, municipalité de Croydon à Londres, Angleterre (référence TQ 332 696 de grille). Il appartient à Arqiva.
Fondé en 1955, c'était à l'origine une petite tour en treillis métallique. La tour actuelle mesure 152 mètres de haut (499ft) et a été construite en 1962.
L'émetteur a servi initialement pour diffuser le signal londonien d'ITV sur la bande III de la VHF. Au début des transmissions UHF, l'émetteur voisin de Crystal Palace a été utilisé. La télévision par VHF a été arrêtée en 1985, et l'émetteur de télévision de Croydon n'a plus été utilisé pour une diffusion de télévision permanente jusqu'en 1997 où une nouvelle antenne UHF directionnelle, étudiée pour éviter les interférences avec les émetteurs continentaux, a été installée pour diffuser la nouvelle chaîne de TV Five sur la région de Londres. Aujourd'hui, il transmet toujours le signal analogique de Five, les signaux numériques partant de l'émetteur de Cristal Palace. Croydon sert aussi d'émetteur de secours pour les chaînes ITV1 et Channel 4, utilisé lors de pannes ou de travaux sur l'émetteur de Cristal Palace. 
Le site sert aussi de base pour les équipes de maintenance des émetteurs d'Arqiva, et hébergeait auparavant l'un des quatre centres régionaux d'opérations de la compagnie.

## Canaux listés par fréquence

### Radios Analogiques (FM VHF)
- 95.8 MHz - Capital FM
- 97.3 MHz - LBC
- 100.0 MHz - Kiss 100
- 102.2 MHz - Smooth FM
- 105.4 MHz - Magic
- 106.2 MHz - Heart

### Radios Numériques (DAB)
- Bloc 11B - 218.64 MHz - DRg Londres
- Bloc 12C - 227.36 MHz - CE Londres

### Télévisions Analogiques
- UHF 23 (487.25 MHz) - ITV1 Londres (secours pour Crystal Palace)
- UHF 30 (543.25 MHz) - Channel 4 (secours pour Crystal Palace)
- UHF 37 (599.25 MHz) - Five